# Col romain

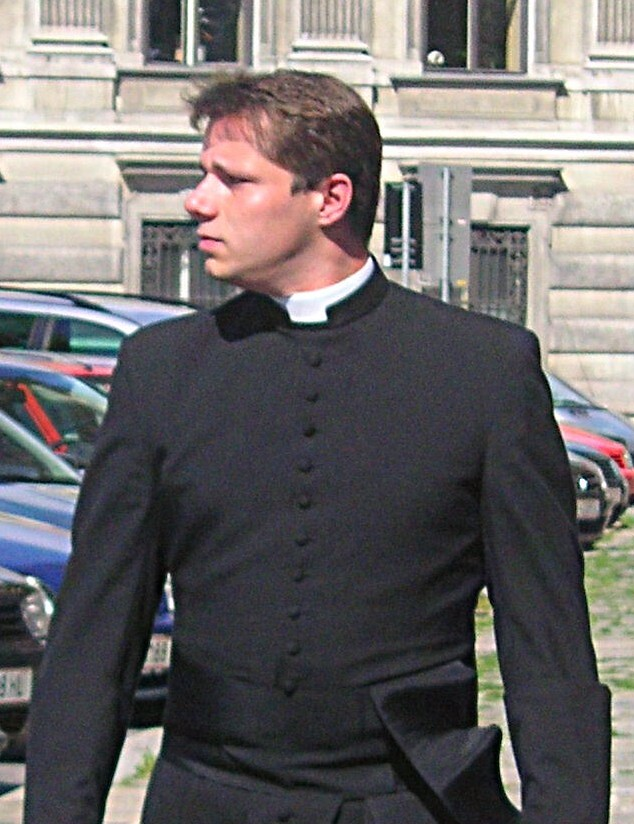
Prêtre en col romain.

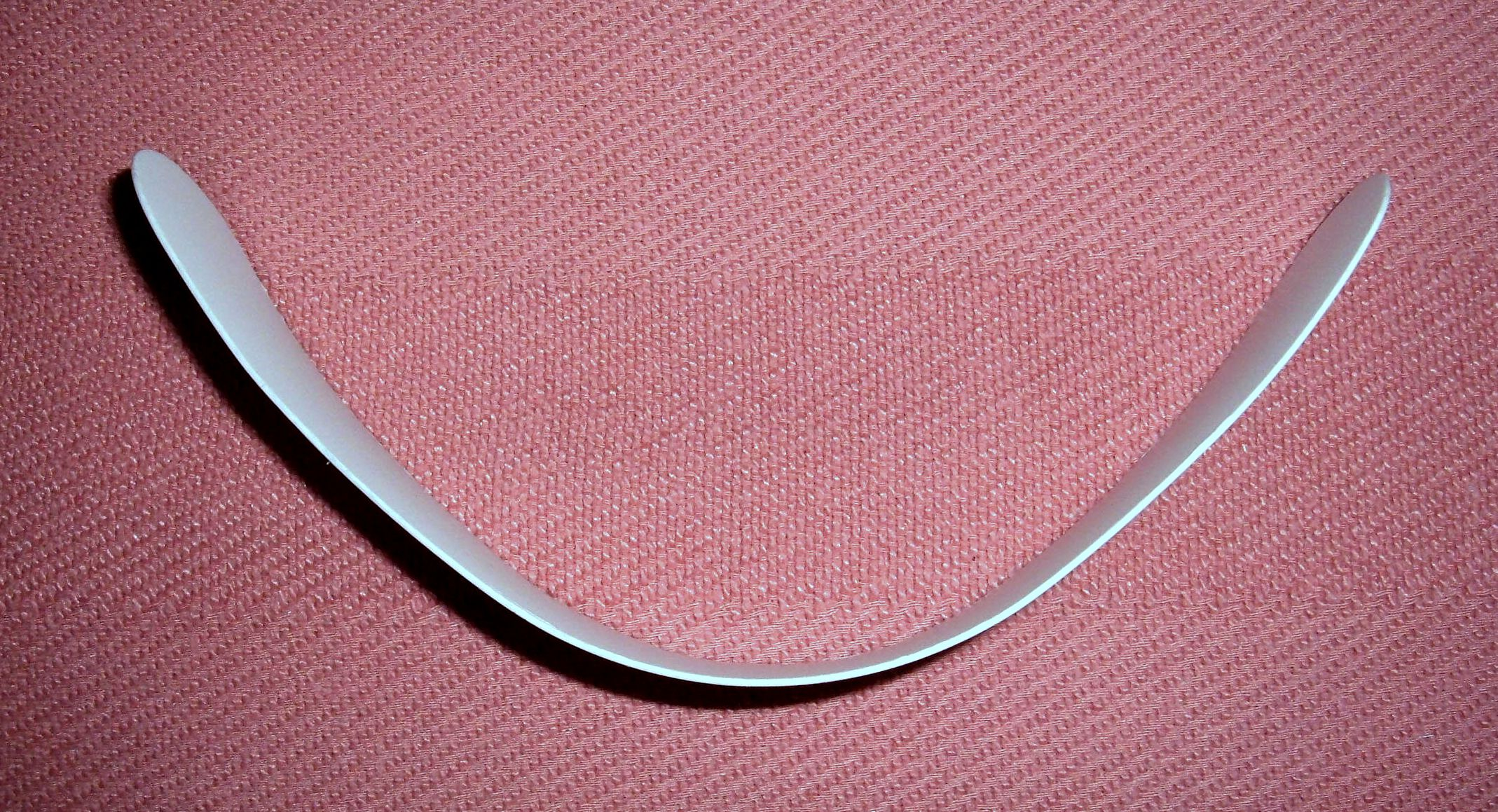
Col romain moderne en plastique.

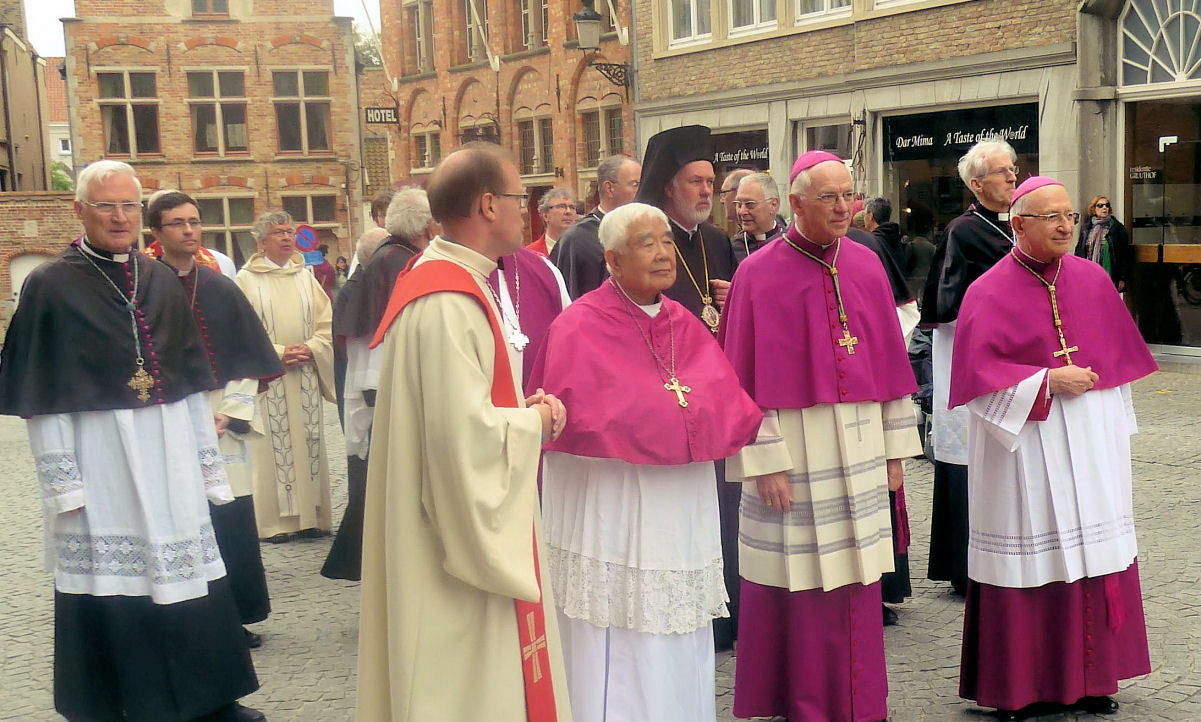
Chanoines portant le col noir durant une procession

Un col romain  est un élément d'habillement clérical chrétien autour du cou. 

## Description
Il s'agit d'un col détachable incorporé à une chemise de clergé ou rabbat (gilet), bouclé par deux goujons, un attaché à l'avant et à l'arrière pour tenir le col de la chemise. 
Le col se ferme à l'arrière du cou. Il est presque toujours blanc et en plastique, initialement il était en coton ou en lin. 
Parfois (surtout dans la pratique catholique), il est attaché avec une « collerette » ou « collarino » qui recouvre presque complètement le col blanc, à l'exception de la partie supérieure et un petit carré blanc à la base de la gorge, pour imiter le col de la soutane. 
Parfois le collier est noir (ou quelle que soit la couleur est appropriée au rang de la personne du clergé), avec seulement un onglet détachable blanc à l'avant.

## Histoire
Le col romain apparaît au début du XIXe siècle et s’impose à l’ensemble du clergé sous le pontificat de Pie XII. Auparavant les séminaristes et prêtres utilisaient le rabat, délaissé de plus en plus pour le col romain au cours du XXe siècle.